# Советский (хребет, Онекотан)
Советский хребет — горный хребет в северной части острова Онекотан, входящем в состав островов северной группы Большой гряды Курильских островов. Длина около 19 км.
Советский хребет является кальдерой вулкана Немо. Стенки кальдеры не замкнуты по окружности вулкана, сама кальдера частично заполнена водой, образуя озеро Чёрное.
В осевой части хребта Советский размещаются гора Пограничная, гора Верблюд и гора Асырмиртар. Самой высокой точкой хребта является одноименная гора Асырмиртар, высота которой составляет 570 метров над уровнем моря.
На плато, вдоль хребта, наблюдаются каменные россыпи. В предгорье и низинах преимущественно высокотравье, а на крутых склонах хребта заросли кустарниковой ольхи.